# Oskoršnica
Oskoršnica je naselje u slovenskoj Općini Semiču. Oskoršnica se nalazi u pokrajini Dolenjskoj i statističkoj regiji Donjoposavskoj regiji. 

## Stanovništvo
Prema popisu stanovništva iz 2002. godine naselje je imalo 78 stanovnika.